# بخش هایلند (شهرستان ماسکینگوم، اوهایو)
بخش هایلند (به انگلیسی: Highland Township) یک منطقهٔ مسکونی در ایالات متحده آمریکا است که در شهرستان ماسکینگام، اوهایو واقع شده‌است.
 بخش هایلند ۶۵٫۴ کیلومتر مربع مساحت و ۸۴۸ نفر جمعیت دارد و ۳۳۲ متر بالاتر از سطح دریا واقع شده‌است.